# Gustaf Ros (politiker)
Johan Gustaf Ros (i riksdagen kallad Ros i Leksand), född 19 september 1852 i Leksands församling, Kopparbergs län, död där 12 november 1931, var en svensk godsägare och riksdagspolitiker.
Ros var godsägare i Edshult i Dalarna. Som riksdagsman var han ledamot av första kammaren 1902–1910, invald i Kopparbergs läns valkrets. Han var därunder ledamot i särskilt utskott 1908 och 1909.